# Paul Crouch
Paul Franklin Crouch /kraʊtʃ/ (St. Joseph, Missouri, 30 de marzo de 1934 - Orange, California, 30 de noviembre de 2013) fue un teleevangelista estadounidense. Crouch y su esposa, Jan, fundaron Trinity Broadcasting Network (TBN) en 1973; la compañía ha sido descrita como "la red de televisión religiosa más grande del mundo".

## Biografía
Crouch fue el tercer hijo de los misioneros viajeros de las Asambleas de Dios, Andrew F. Crouch (7 de enero de 1889 - 1 de junio de 1941) y su esposa, Sara Swingle (26 de septiembre de 1891 - 29 de septiembre de 1976). Crouch tenía dos hermanos mayores, el reverendo Philip Crouch (1918-2005) y John Mark Crouch (1923-1991). Crouch, cuyo padre murió cuando él tenía siete años, fue criado principalmente por su madre con la ayuda de sus abuelos. Pronto se interesó por la radioafición y anunció que utilizaría esa tecnología para enviar el Evangelio a todo el mundo. Se graduó del Central Bible College (Asambleas de Dios) en Springfield, Missouri en 1955 con un título en teología.
Crouch también recibió tres doctorados honorarios: un Doctorado en Literatura (D.Litt.) el 29 de mayo de 1981, de la Escuela de Graduados de Teología de California, Glendale, California; un Doctorado en Divinidad el 29 de mayo de 1983, del Seminario Teológico Cristiano Americano, Anaheim, California; y un Doctorado en Derecho el 5 de mayo de 1985, de la Universidad Oral Roberts, Tulsa, Oklahoma.
Crouch y Janice Bethany se conocieron en 1957 y se casaron en Missouri. Tienen dos hijos, Paul Crouch, Jr. y Matthew Crouch.

### Carrera temprana en radiodifusión
Crouch comenzó su carrera en radiodifusión ayudando a construir una estación AM educativa (KCBI) en el campus mientras era estudiante en el Instituto Bíblico y Seminario Central. En 1957 se convirtió en locutor de radio en KRSD en Rapid City, Dakota del Sur, y progresó rápidamente a director de programación. Poco después fue ascendido a gerente de la estación hermana KRSD-TV, la filial de NBC en Rapid City.
En 1961, fue designado por el consejo general de las Asambleas de Dios para organizar y operar su recién formado Departamento de Producción de Cine y Televisión en Burbank, California, cargo que ocupó durante cuatro años. Crouch fue responsable de la producción continua de películas centradas principalmente en misiones y obras misioneras extranjeras, así como del gran inventario de materiales audiovisuales y ayudas didácticas para niños de las Asambleas de Dios.
De 1965 a 1970, Crouch fue gerente general de la radio KREL en Corona, California. En 1966, adquirió una participación minoritaria en KREL. Durante su estancia en KREL, completó con éxito la solicitud de la estación para un aumento de potencia a 5.000 vatios.
Después de dejar KREL en 1970, Crouch fue invitado a desempeñarse como gerente general de KHOF-FM y KHOF-TV en San Bernardino, California.

### Historia de Trinity Broadcasting Network (TBN)
Crouch dejó KHOF en 1973 y con su esposa, Jan, fundó Trinity Broadcasting Network (TBN) junto con Jim y Tammy Faye Bakker (los Bakker se fueron en 1975). En 1974, TBN compró su primera estación de televisión, KLXA-TV (ahora KTBN-TV). Desde entonces, TBN ha crecido hasta convertirse en la red de televisión cristiana más grande de los Estados Unidos, y el tercer mayor grupo propietario de estaciones de televisión abierta en los EE. UU., con CBS, FOX y NBC ocupando el cuarto, quinto y sexto lugar, según la lista anual de los 30 principales grupos de estaciones de TV News Check. Forbes.com indicó que Paul F. Crouch recibió una compensación de $402,244 en el año fiscal que finalizó el 31/12/08.
TBN se ve globalmente en 70 satélites y más de 18.000 afiliados de televisión y cable. TBN también se ve en la web a nivel mundial. TBN se transmite en más de 287 estaciones de televisión en los EE. UU. y en miles de otros sistemas de televisión por cable y satélite en todo el mundo en más de 75 países, donde su programación se traduce a más de once idiomas. También fue productor ejecutivo de películas cristianas como China Cry (1990), The Omega Code (1999), Carman: The Champion (2001), Megiddo: The Omega Code 2 (2001) y Time Changer (2002).
En Estados Unidos, la cobertura de TBN creció a través de acuerdos con operadores de cable nacionales. TBN se ve a través de las principales compañías de cable y satélite como Comcast, Cox, Time Warner, Verizon FIOS, DirecTV, AT&T, Dish Network y Charter.
Además de TBN, Crouch y su esposa desarrollaron y supervisaron las operaciones de las cadenas de televisión afiliadas a TBN: Smile of a Child, canal infantil,, JCTV – red juvenil, The Church Channel, TBN Enlace USA – red en español,, TBNE-Italiano, The Healing Channel – cadena en idioma árabe, TBN-Rusia, TBN Nejat TV – canal en idioma persa, y TBN-HD, la nueva cadena de alta definición de TBN.

### Muerte
Crouch murió en su casa de Orange, California, el 30 de noviembre de 2013, después de 10 años con una enfermedad cardíaca degenerativa.

## Críticas y controversias
En 2000, Crouch fue demandado por 40 millones de dólares por la autora Sylvia Fleener, quien acusó a Crouch de plagio en su popular novela sobre el fin de los tiempos (y película posterior), El código Omega. La demanda de Fleener alegó que la trama de la película fue tomada de su propia novela, El síndrome Omega. Una ex asistente personal de Crouch, Kelly Whitmore, reveló que había encontrado una carpeta de hojas sueltas en el equipaje de Jan Crouch a la que los Crouch se referían como "el proyecto del Fin de los Tiempos" y que él a menudo lo llamaba "El Omega", pero dijo que no le gustaba el título provisorio, "especialmente la palabra 'Síndrome'". Después de que la moción del acusado para un juicio sumario fracasara el caso se resolvió extrajudicialmente por una suma no revelada.
En septiembre de 2004, el diario Los Angeles Times informó que en 1998 Crouch le pagó a Enoch Lonnie Ford, un ex empleado, un acuerdo formal de 425.000 dólares para poner fin a una demanda por despido injustificado. El periódico también informó que Ford había alegado que había existido una relación sexual entre los dos hombres. Los funcionarios de TBN negaron las acusaciones. El 15 de marzo de 2005, Ford apareció en la grabación del programa de televisión ION Lie Detector. Los productores del programa decidieron no emitirlo y el resultado de la prueba del detector de mentiras nunca se publicó.
Un artículo del New York Times de mayo de 2012 informó sobre los gastos personales de Paul y Jan Crouch, incluidas "mansiones para él y para ella a una calle de distancia en una comunidad cerrada" en Newport Beach, California. Paul Crouch recibió $400,000 en salario ejecutivo como presidente y su esposa $365,000 como primera vicepresidenta de TBN. Brittany Koper, nieta de los Crouches que tenía autoridad sobre las finanzas, afirmó que TBN parecía haber violado la prohibición del IRS sobre la "compensación excesiva" por parte de organizaciones sin fines de lucro.

## Premios y menciones
- Sello de aprobación del Consejo de padres de televisión para TBN
- Sello de aprobación del Consejo de padres de televisión para JCTV (ahora JUCE TV)
- Sello de aprobación del Consejo de padres de televisión para Smile of a Child TV[22]
- Designado por el presidente Ronald Reagan para el Proyecto de Iniciativa del Sector Privado[23]
- En mayo de 2009, las Naciones Unidas recomendaron oficialmente que la Fundación Sonrisa de un Niño recibiera estatus consultivo especial ante el Consejo Económico y Social para el Proyecto de Coalición para la Democracia[24]